# Бернард Фоли
Бернард Фоли (енгл. Bernard Foley; 8. септембар 1989) професионални је рагбиста и аустралијски репрезентативац који тренутно игра за екипу НЈВ Варатаси.

## Биографија
Тежак 89 кг, висок 182 цм, Фоли је пре Варатаса играо за Рико Блек Ремс и Сиднеј Старс. За репрезентацију Аустралије је до сада одиграо 24 тест мечева и постигао 243 поена.